# 銳信控股
銳信控股有限公司，簡稱銳信控股（港交所：1399），在1997年，由方金（前主席）創立一家位於福建福州市的，「飛毛腿（福建）電子有限公司」。主要經營及生產從事提供移動電話、筆記本電腦、數碼相機及其他電子用品所用之二次充電電池組及有關配件之生產及銷售，亦從事提供手機使用之高端鋰電芯之生產及銷售，前身為「飛毛腿集團有限公司」。
主要品牌為「SCUD飛毛腿」和「Chaolitong超力通」，第二大股東為亞太恆富資本，屬於里昂證券旗下公司。
該股份自2006年12月21日，在香港交易所主板上市。主要工廠地區包括福州、廣州、深圳、上海等地區。總部位於分別在中國福建省福州市馬尾區馬尾經濟技術開發區快安科技園區第39號，以及香港灣仔港灣道18號中環廣場55樓5505室。
2020年10月16日，由「飛毛腿集團有限公司」（SCUD Group Limited）更名為「銳信控股有限公司」（Veson Holdings Limited）。